# Pegomya lateropunctata
Pegomya lateropunctata este o specie de muște din genul Pegomya, familia Anthomyiidae, descrisă de Verner Michelsen în anul 1985.
Este endemică în Madeira. Conform Catalogue of Life specia Pegomya lateropunctata nu are subspecii cunoscute.